# Giovanni Battista Trotti
Giovanni Battista Trotti, dit II Malosso (littéralement « le mauvais os »), né à Crémone en 1555 et mort le 11 juin 1619 à Parme , est un architecte et un peintre italien, qui fut actif au XVIe et au début du XVIIe siècle à Crémone, Plaisance et Parme.

## Biographie
Giovanni Battista Trotti s'est formé à Crémone auprès de Bernardino Campi dont il a épousé la nièce et a hérité de son atelier. Il a décoré le Palazzo del Giardino à Parme. À partir de 1587, il a participé à la décoration de San Pietro al Po à Crémone ensuite il a été employé à la décoration du tribunal de Parme avec Agostino Carracci qui le trouva désagréable, ce qui lui valut le surnom de II Malosso (mauvais os).
Pour faire face aux énormes commandes, beaucoup de ses dessins ont été exécutés par ses élèves, mais il a signé les peintures.
Au début du XVIIe siècle il a été employé en tant que peintre, architecte et architecte d'intérieur par les membres de la Maison Farnèse à Parme, (décoration du Palazzo del Giardino (Palazzo Ducale), et pour cela a été récompensé par le titre de Cavaliere.
Malgré tout, il retourna souvent à Crémone afin de superviser son atelier à la décoration de l'oratoire du Christ ressuscité (San Luca, Crémone), pour travailler à l'autel de la cathédrale du Saint-Sacrement et à la conception des décorations en l'honneur de Philippe III d'Espagne et de Marguerite d'Autriche.
Panfilo Nuvolone et Cristoforo Augusta ont été de ses élèves.

## Œuvres

### en Italie
- Crucifixion, Cathédrale, Crémone.
- Santa Maria Egiziaca (Sainte-Marie d'Égypte), Église San Pietro al Po (it).
- Décollation de saint Jean-Baptiste, églises San Domenico, Crémone, San Francesco et San Agostino, Plaisance.
- Sacrifice de Melchidesek et le Rassemblement des Manna, église paroissiale, Pralboino.
- Immaculée Conception, San Francesco Grande, Plaisance.
- Descente de Croix, Pinacothèque de Brera.
- Fresques de la coupole de Sant'Abbondio (d'après les plans de Bernardino Campi)
- Pietà (1607), église San Giovanni Novo, Crémone.
- Décollation de saint Jean-Baptiste (1590), Musée Civique Ponzone Ala, Crémone.
- Annonciation, église Santa Chiara, Casalmaggiore.
- Nativité (1584), église des saints Ambrogio et Simpliciano, Carate Brianza.
- Déposition, huile sur toile, Pinacothèque, Crémone.

### Aux U.S.A. et en France
- Dieu le Père entouré par des anges et des saints, plume et encre brune, lavis gris-bleu de 41 cm × 41 cm, Pandora Old Masters, New York.
- Saint Pierre et saint Paul adorant la Vierge à l'Enfant, plume et encre brune, lavis brun, mis au carreau à la pierre noire de 36,1 cm × 26,8 cm, Musée des Beaux-Arts, Marseille
- Circoncision (1590-1596), huile sur toile, Paris, église Saint-Nicolas-des-Champs.

Musée du Louvre, département des Arts graphiques, Paris
- La Vierge et l'Enfant Jésus adorés par les anges (dessin),
- Le Christ succombant sous le poids de la Croix (dessin),
- Apparition de la Vierge et de l'Enfant à un évêque et à un guerrier (dessin),
- La Vierge à l'Enfant avec le petit saint Jean et trois saints (dessin),
- La mort de saint Joseph (dessin),
- Mariage de saint Omobono (dessin),
- Sainte Catherine d'Alexandrie une palme dans la main (dessin),
- Un apôtre, les mains jointes (dessin).

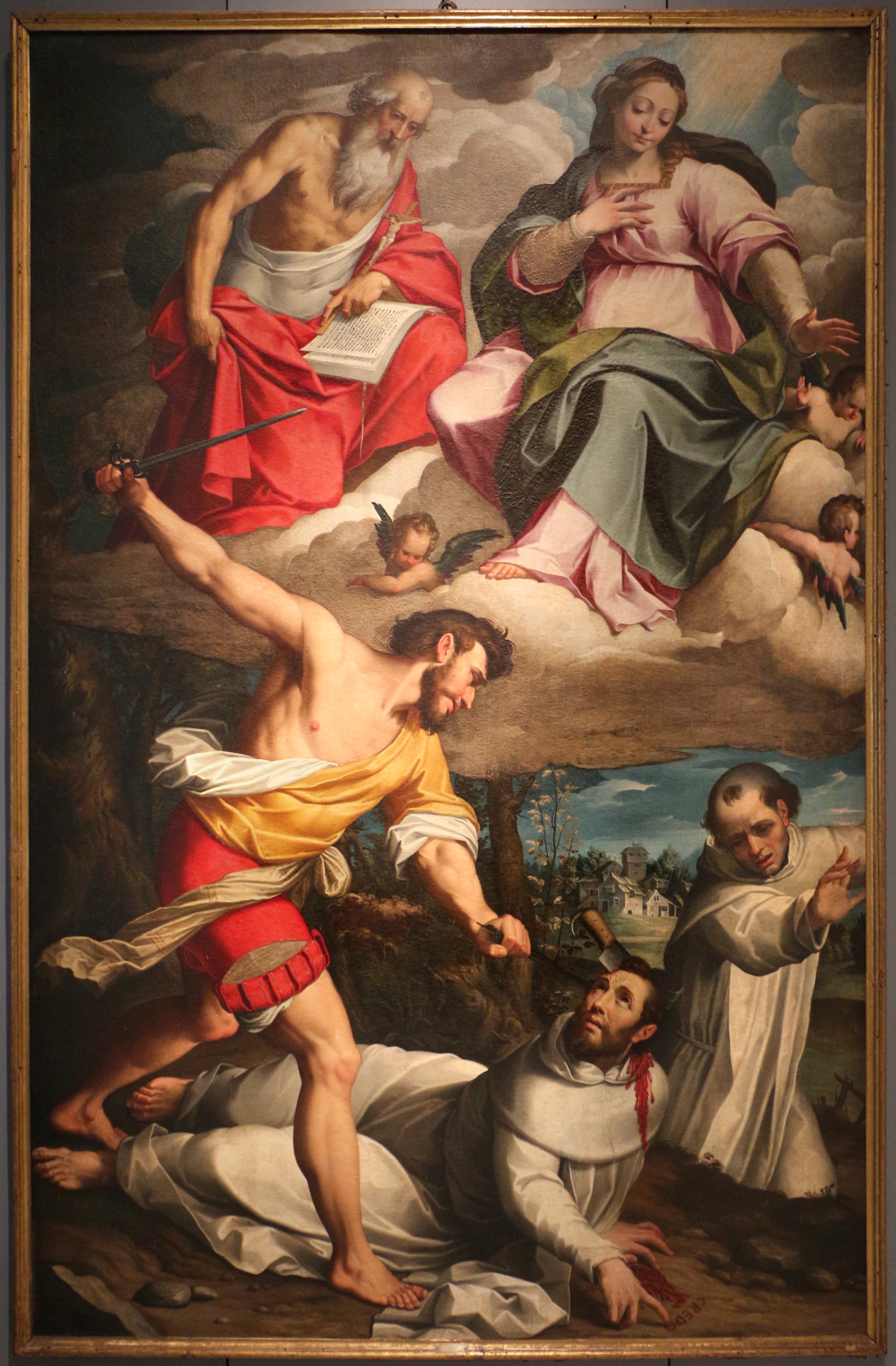
Martyre de Pierre de Vérone
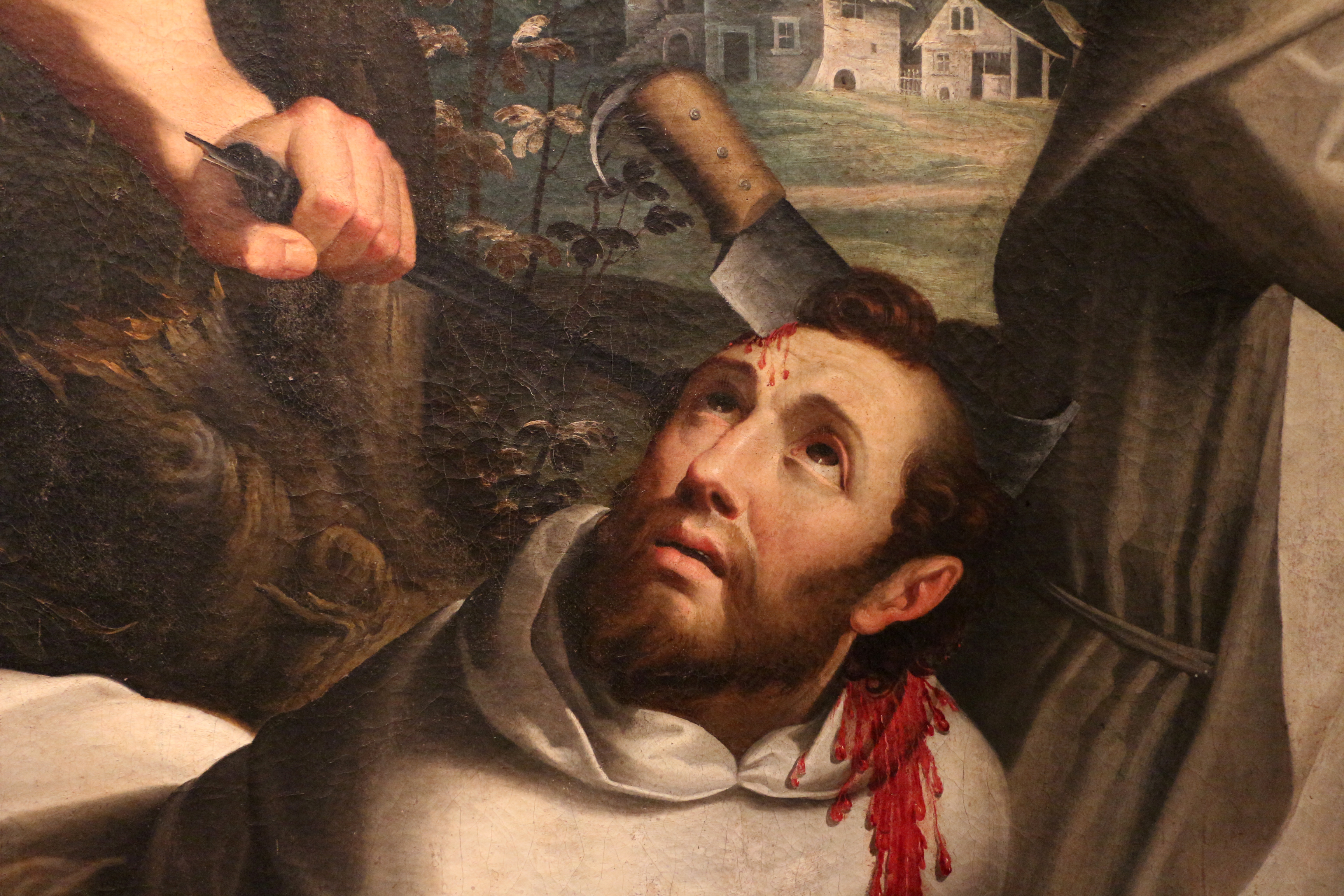
Martyre de Saint-Pierre (détail)
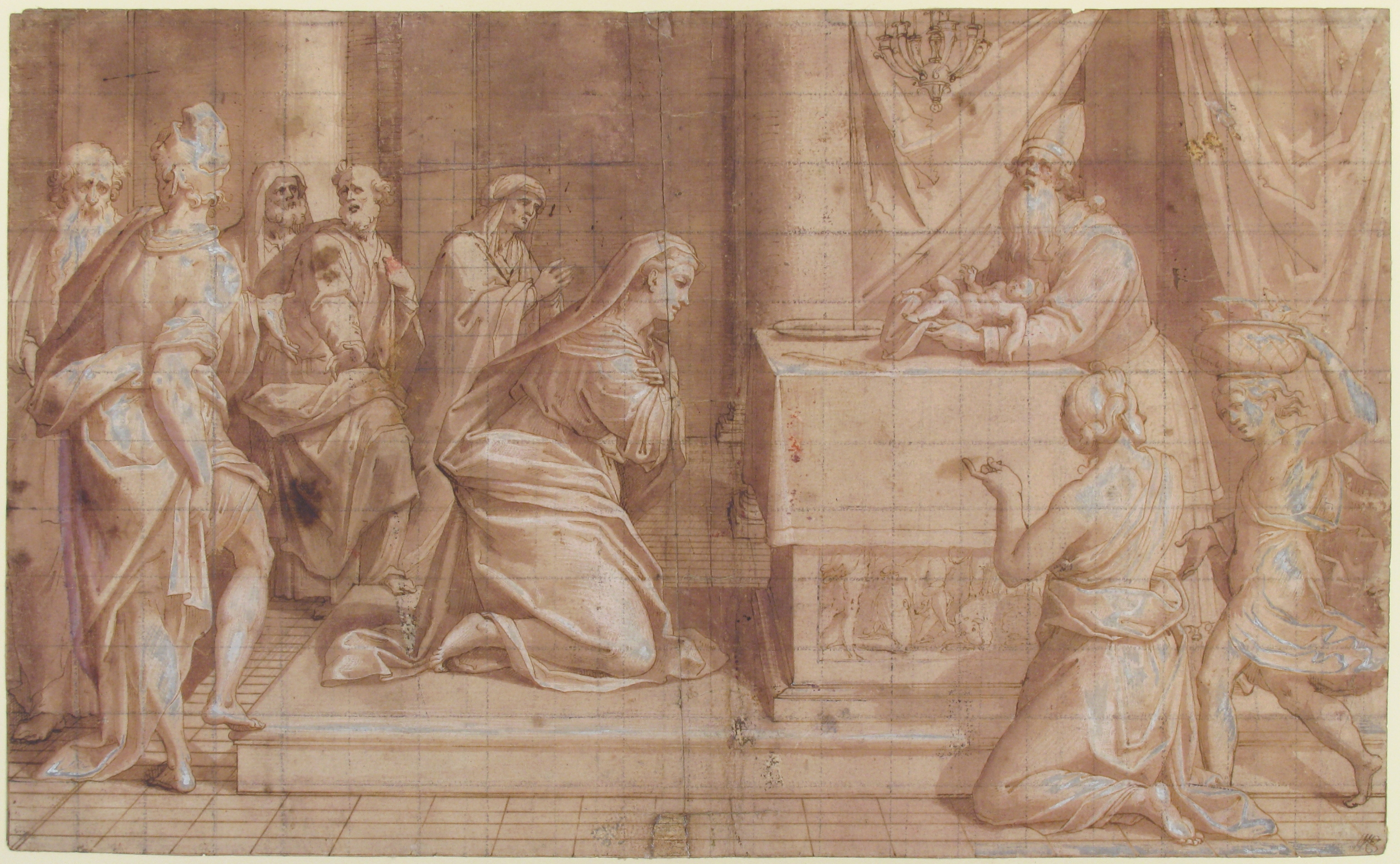
La circoncision de Jésus , dessin
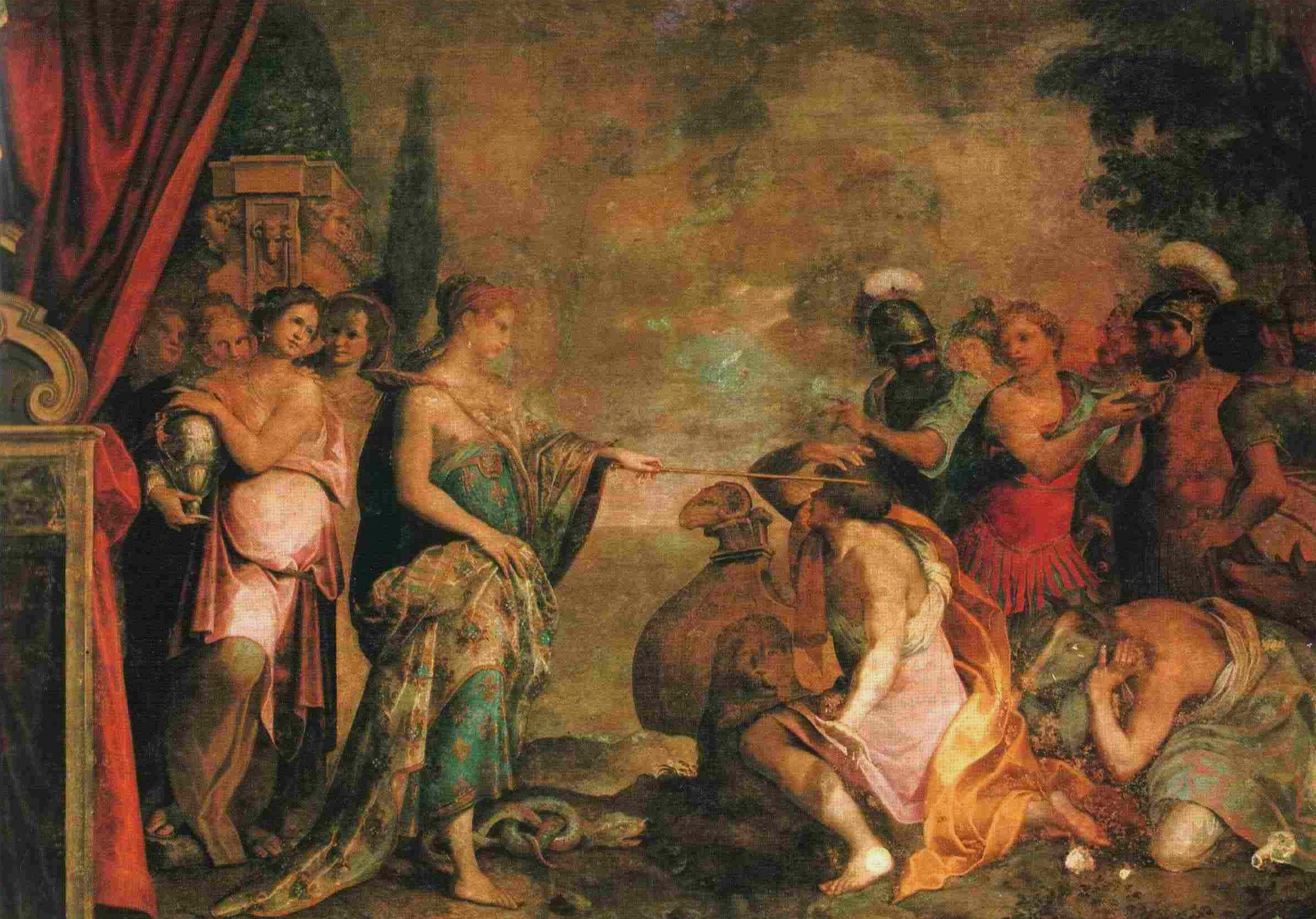
Ulysse chez Circé, vers 1610

## Sources
- (en) Cet article est partiellement ou en totalité issu de l’article de Wikipédia en anglais intitulé « Giovanni Battista Trotti » (voir la liste des auteurs).